# Caio Sóh
Caio Sóh (São Paulo, 6 de dezembro de 1978) é um cineasta, compositor e escritor brasileiro.

## Biografia
Caio Sóh é cineasta, premiado internacionalmente, diretor de cinco longa-metragens nacionais e 12 roteiros, além de compositor de musicas como "Quando Fui Chuva", gravado na voz de Maria Gadú. Foi casado com a atriz Nathalia Dill entre 2013 e 2014.

## Carreira
Iniciou sua carreira no teatro em São Paulo (1999), formado como Diretor Teatral, em 2001 passou a integrar como diretor e autor a premiada Companhia Sinceramente Cínicos, da qual foi um dos fundadores. Teve seus textos teatrais traduzidos e adaptados para o alemão, espanhol e francês, com montagens em Berlim, Havana e Cidade do México, entre outras cidades.
Em 2009, convidado por Jayme Monjardim para co-dirigir, minissérie sobre a cantora Maysa exibida pela Rede Globo, também  atuou em todos os episódios, interpretando o personagem Guto.  Outra série de tv na qual participou foi Meus Dias de Rock (2014), cujo roteiro assina. 
Diretor e roterista do filme Teus olhos meus, filme vencedor pelo júri popular da 35ª Mostra de Cinema Internacional de São Paulo, vencedor de 5 prêmios no Los Angeles Brazilian Film Festival 2011, incluindo os prêmios de melhor filme e melhor roteiro. Seu segundo longa-metragem "Minutos atrás" estreou no primeiro semestre de 2014, após arrecadar 22 prêmios e circular por mais de 30 festivais internacionais, tendo sido exibido na Première Brasil do Festival do Rio e na Mostra Internacional de São Paulo. O filme conta com a participação dos atores Otávio Müller, Vladimir Brichta e Paulinho Moska. Dirigiu também o longa Por trás do céu, grande vencedor do Cine PE 2016, incluindo prêmios de melhor filme do júri popular e melhor roteiro para o filme estrelado por Nathalia Dill, Emílio Orciollo Netto, entre outros atores. Em 2018 percorreu festivais internacionais com o polêmico longa-metragem Canastra Suja, com Adriana Esteves e Marco Ricca no elenco, e preparava-se, em dezembro de 2021, para o lançamento no Brasil do longa “Hashtag”, filmado com celulares e que aborda o mundo das redes sociais.
Como diretor de teatro e dramaturgo, destacam-se: O Contador de Estrelas (1999), A Flor e o Poeta (2000), O diabo decide se casar (2001), Rose Obesa e Oferecida (2002), Minutos (2003), O Homem de Dentro (2004), A Mágica do Exílio (2005), PTDC (2006), O Vão Entre o Vazio e Eu (2007).
Na música participou, ao lado de artistas como Maria Gadú, Luis Kiari, Leandro Léo, Fred Sommer, Tomaz Lenz, Aureo Gandur e Gugu Peixoto do grupo "Os Varandistas", como era chamado o conjunto de amigos que se reuniam na sua casa, para performances e apresentações, principalmente de MPB. As atividades do coletivo foram registradas na minissérie documental homônima, exibida no Canal Brasil. Sóh mantém amizade com Maria Gadú, que interpretou sua composição "Quando fui chuva", escrita em parceria com Kiari, além de ter assinado a trilha sonora do seu primeiro longa, Teus Olhos Meus.

## Filmografia
| Cinema | Cinema          | Cinema               | Cinema         |
| Ano    | Título          | Função               | Notas          |
| ------ | --------------- | -------------------- | -------------- |
| 2011   | Teus Olhos Meus | Diretor e Roteirista | Longa-metragem |
| 2013   | Minutos Atrás   | Diretor e Roteirista | Longa-metragem |
| 2017   | Por Trás do Céu | Diretor e Roteirista | Longa-metragem |
| 2018   | Canastra Suja   | Diretor e Roteirista | Longa-metragem |
| 2021   | Hashtag         | Diretor e Roteirista | Longa-metragem |

## Principais premiações
- 2011: Prêmio de Melhor Filme no Los Angeles Brazilian Film Festival, por Teus Olhos Meus.
- 2011: Prêmio de Melhor Roteiro no Los Angeles Brazilian Film Festival, por Teus Olhos Meus.
- 2011: Prêmio de Melhor Filme (longa-metragem) Brasileiro segundo o público na Mostra Internacional de Cinema de São Paulo por Teus Olhos Meus.
- 2016: Prêmio de Melhor Filme (longa-metragem) Brasileiro segundo o público no festival Cine PE por Por Trás do Céu.[14]
- 2016: Prêmio de Melhor Roteiro no Cine PE por Por Trás do Céu.[14]